# Tilt (czasopismo)
Tilt – francuskie czasopismo poświęcone informatyce i grom komputerowym, wydawane w latach 1982–1994. Jeden z pierwszych periodyków o grach komputerowych we Francji.

## Historia
Pierwszy numer „Tilt” ukazał się we wrześniu 1982 roku, wypełniając dotychczasową niszę w czasopismach francuskich. Przed „Tilt” jedynym czasopismem o grach było „Jeux et Stratégie”, poświęcone jednak przede wszystkim grom planszowym. „Tilt” początkowo publikowało felietony i recenzje dotyczące gier na platformy arcade oraz konsole, lecz z upływem czasu objęło swymi rozmiarami także teksty poświęcone grom na komputery osobiste. Początkowo redaktorami naczelnymi pisma byli Antoine de Clermont-Tonnerre i Bruno Barbier, lecz w marcu 1985 roku stery nad „Tilt” przejął Jean-Michel Blottière; stałymi współpracownikami pisma stali się Jacques Harbonn i Olivier Hautefeuille.
„Tilt” wywarł znaczący wpływ na rozwój branży gier komputerowych we Francji. Przykładowo, artykuł Guy Delcourta pod tytułem La puce aux œufs d’or z połowy 1984 roku, zachęcający deweloperów gier do wzmożonej kreatywności i czerpania inspiracji z aktualnych wydarzeń w kraju, korelował z gwałtownym wzrostem liczby gier przygodowych osadzonych we współczesności . Co więcej, „Tilt” zainicjował ceremonię przyznawania nagród Tilt d’Or, której pierwsza edycja odbyła się w 1984 roku; od 1985 kolejne ceremonie były transmitowane przez Canal+. Nade wszystko wypracowany przez redaktorów „Tilt” styl pisarski był poważny jak na temat pisma; czasopismo wyróżniało się dziennikarskim rygorem i wnikliwymi analizami stanu branży, a redakcja dążyła do nadania mu statusu branżowego porównywalnego z „Cahiers du cinéma”. Od 1988 roku największy wpływ na stan czasopisma wywarli dziennikarze Alain Huyghues-Lacour i Dany Boolauck. Kiedy jednak Boolauck opuścił w 1991 roku „Tilt” na rzecz konkurencyjnego miesięcznika „Joystick”, czasopismo popadło w kryzys, a dodatkowo mu zaszkodziło przyjęcie nowej, mniej poważnej formuły. W 1993 roku „Tilt” zanotował poważny spadek czytelności, co spowodowało, że po wydaniu styczniowego numeru w 1994 roku czasopismo przestało się ukazywać.